# 3 Korpus Strzelecki (ZSRR)
3 Korpus Strzelecki (ros. 3-й стрелковый корпус)  – wyższy związek taktyczny Armii Czerwonej.
W 1939 roku wchodził w skład 10 Armii i wraz z wojskami III Rzeszy i Słowacji od 17 września brał udział w ataku na Polskę. 
Ma bazie 3 KS pod koniec 1941 roku sformowano 46 Armię. Ponowne utworzenie 3 KS miało miejsce w 1942 roku, w roku następnym został on przemianowany na 3 Korpus Strzelców Górskich.
3 Korpus Armijny (1922), 3 Korpus Strzelcki (1923-1941, 1942-1943, 1954-1957), 3 Korpus Strzelców Górskich (1943-1954)

## Dowództwo korpusu
Dowódcy 3 KS:
- kombrig Paweł Batow[3] (1938-1940)

Dowódcy 3 KSG:
- gen. mjr Konstantin Leselidze (10.06.1942 - 10.10.1942)
- płk Grigorij Pieriekriestow (11.10.1942 - 04.01.1943)
- gen. mjr Wasilij Siergaczkow (05.01.1943 - 24.04.1943)
- gen. mjr Aleksandr Łuczinski (25.04.1943 — 10.03.1944)
- gen. mjr Michaił Kołdubow (11.03.1944 - 17.03.1944)
- gen. mjr Nikołaj Szwariew (18.03.1944 - 16.04.1944)
- gen. mjr Andriej Wiedienin (21.05.1944 - 11.05.1945)[4]

## Struktura organizacyjna
Skład w 1939 roku:
jednostki korpuśne oraz
- 113 Dywizja Piechoty
- 29 Dywizja Piechoty